# Kanoko Okamoto
Kanoko Okamoto (岡本 かの子), 1er mars 1889 - 18 février 1939, est le nom de plume d'une écrivain, poétesse de tanka et spécialiste du bouddhisme, active durant l'ère Taishō et le début de l'ère Shōwa du Japon.

## Jeunesse
Le nom de jeune fille de Kanoko Okamoto est Ohnuki Kano. Elle naît dans le quartier d'Aoyama, Akasaka-ku (de nos jours l'arrondissement de Minato-ku à Tokyo), dans une famille extrêmement riche. Son père souffre d'une maladie des poumons et sa fille est envoyée au domaine de la famille Ohnuki à Futako Tamagawa dans la ville de Kawasaki située dans la préfecture de Kanagawa, où elle est élevée par une gouvernante. Son tuteur encourage son affinité pour la musique, la calligraphie japonaise et la danse traditionnelle et lui fait connaître la littérature classique japonaise, particulièrement le Genji monogatari et le Kokin Wakashū.

## Carrière littéraire
Kanoko Okamoto est fortement influencée par son frère aîné, Shosen, et son camarade de classe Jun'ichirō Tanizaki qui étudie à la première école supérieure et à l'Université impériale de Tokyo. Alors qu'elle est encore étudiante à l'école secondaire pour filles Atami Gakuen, elle prend contact avec la poétesse de renom Akiko Yosano. Cette rencontre l'incite à commencer à proposer des tanka à la revue de poésie Myōjō (« Étoile brillante »). Plus tard, elle joue un rôle actif comme contributrice principale d'un autre journal, Subaru (Pléiades). Elle publie Karoki-Netami, première de ses cinq anthologies tanka, en 1912.
En 1908, elle rencontre le dessinateur Okamoto Ippei lors d'un séjour à Karuizawa dans la préfecture de Nagano avec son père. Toutefois, sa famille est extrêmement opposée à la relation et elle crée un scandale en se mettant en ménage avec lui en 1910 hors mariage. Leur fils aîné, le fameux peintre d'avant-garde Tarō Okamoto, naît l'année suivante. Cependant, la vie de famille de Kanoko est une suite de tragédies. Peu de temps après son installation avec Okamoto Ippei, son frère, puis sa mère meurent. Sa fille aînée naît avec des problèmes de santé mentale et meurt bientôt elle aussi. Son mari est opposé à son indépendance, jaloux de ses succès artistiques et lui est infidèle. Son plus jeune fils naît aussi avec une santé faible et meurt en bas âge.
Ces épreuves la conduisent à se tourner vers la religion. Elle s'intéresse d'abord au protestantisme mais celui-ci ne répond pas à ses attentes. Elle se tourne alors vers la secte Jodo Shinshu du bouddhisme tel qu'énoncé par Shinran. Cette rencontre marque le début de son travail en tant que chercheur du bouddhisme, sur lequel elle écrit de nombreux essais.
Après la sortie de sa quatrième anthologie tanka Waga Saishu Kashu (« Ma dernière Anthologie ») en 1929, elle décide de devenir romancière. Elle emmène alors toute sa famille en Europe pour compléter ses études littéraires. Ils se rendent à Paris, Londres, Berlin et (en laissant leur fils derrière) font le tour des États-Unis avant de rentrer au Japon en 1932.
De retour, Kanoko Okamoto poursuit ses recherches sur le bouddhisme mais trouve aussi le temps d'écrire une nouvelle intitulée Tsuru wa Yamiki (« La grue mourante »), qui décrit les derniers jours de l'écrivain Ryūnosuke Akutagawa, alors qu'il séjourne dans une auberge près de la gare de Kamakura à l'été 1923. Publiée dans l'influent magazine Bungakukai en 1936, cette nouvelle marque le début de son activité de fiction en prose.
Elle publie alors de nombreux ouvrages dans une rapide succession, dont Hahako Jojō (« La relation entre la mère et l'enfant »), Kingyo Ryōran (« Goldfish Blooming »), et Rogishō (« Portrait d'une vieille geisha »). Un thème récurrent dans son travail est l'effet des actions d'une vie antérieure (karma) des individus sur leurs vies actuelles. Tandis qu'elle est saluée pour la richesse de son usage de la langue, certains critiques estiment qu'elle tend vers une passion excessive et d'inutiles fioritures littéraires.
Sa vie s'interrompt prématurément en 1939 quand elle meurt d'une hémorragie cérébrale à l'âge de 49 ans. Sa tombe se trouve au cimetière Tama à Fuchū dans l'agglomération de Tokyo.
Parce qu'elle n'a pas commencé à écrire activement avant ses dernières années, la plupart de ses ouvrages sont publiés à titre posthume.

## Ouvrages (sélection)
- Tsuru ha Yamiki (« La grue mourante ») (1936)
- Minatsu no Yoru no Yume (« Le Songe d'une nuit d'été ») (1937)
- Hahako Jojō (« La relation entre la mère et l'enfant ») (1937)
- Kingyo Ryōran (Un amour de poisson rouge) (1937) ; trad. fr. & préf. Lucien d'Azay, Paris, Bartillat, 112 p., 2024  (ISBN 978-2841007684)
- Rogishō (« Portrait d'une vieille geisha ») (1938)
- Kawa Akari (« Rayon de lumière ») (1938)
- Maru no Uchikuchihanashi (« Histoire de l'intérieur du cercle d'herbe ») (1939)
- Kigi Ryuuten (« Flux et reflux animés ») (1940)
- Nyotai Hiraken (« L'ouverture du corps féminin ») (1943)

Une nouvelle de l'auteure, écrite en 1939, a été traduite en français par Dominique Palmé : Sushi, dans Anthologie de nouvelles japonaises contemporaines (Tome II), Gallimard, 1989.

## Source de la traduction
- (en) Cet article est partiellement ou en totalité issu de l’article de Wikipédia en anglais intitulé « Okamoto Kanoko » (voir la liste des auteurs).

- Ressource relative à la musique :   - MusicBrainz
- Notice dans un dictionnaire ou une encyclopédie généraliste :   - Dictionnaire universel des créatrices
- Notices d'autorité :   - VIAF
  - ISNI
  - BnF (données)
  - IdRef
  - LCCN
  - GND
  - Italie
  - Japon
  - CiNii
  - Pays-Bas
  - Pologne
  - Israël
  - NUKAT
  - Norvège
  - Corée du Sud